# TNF/TNFR-Superfamilie
Die TNF/TNFR-Superfamilie (ausgeschrieben Tumornekrosefaktor/Tumornekrosefaktor-Rezeptor-Superfamilie) ist ein System von derzeit mehr als 40 identifizierten Ligand- und Rezeptor-Proteinen, die zumeist von Zellen des Immunsystems gebildet werden und die die Zellproliferation, das Zellüberleben, die Zelldifferenzierung, und die Apoptose der antwortenden Zellen beeinflussen: Zu diesem Zweck interagieren membrangebundene und/oder lösliche Liganden der TNF-Superfamilie mit je einem oder meistens mehreren spezifischen membrangebundenen und/oder löslichen Rezeptoren, welche die korrespondierende TNF-Rezeptor-Superfamilie bilden. Die Funktion dieses komplexen Systems aus Liganden und Rezeptoren ist insbesondere in der Regulierung immunologischer Prozesse zu sehen.

## TNF-Superfamilien-Liganden
Die TNF-Superfamilien-Liganden entstehen meist als Typ 2 Transmembranproteine, also Proteine deren C-Terminus extrazellulär liegt. Jeweils drei Monomere eines entsprechenden Liganden verbinden sich nicht-kovalent zu einem biologisch aktiven Trimer. Die extrazellulär gelegenen Proteinoberflächen der verschiedenen Liganden haben nur geringe Ähnlichkeit untereinander, was ihre Rezeptorspezifität erklärt. Von manchen der membranständigen Liganden wird durch proteolytische Spaltung in der Regel durch Metalloproteinasen (induziert durch verschiedene Stimuli) eine lösliche Form freigesetzt. Manche TNF-Superfamilien-Liganden werden aber auch als lösliche Proteine gebildet und bilden sekundär membranverankerte heterotrimere Komplexe.

## TNF-Superfamilien-Rezeptoren
Die TNF-artigen Rezeptoren sind Transmembranproteine vom Typ-1, also Transmembranproteine deren C-Terminus intrazellulär liegt. Als typisches Merkmal besitzen die Rezeptoren der TNFR-Superfamilie eine bis sechs extrazellulär gelegene Cystein-reiche Domäne(n). Wie die Liganden der TNF/TNFR-Superfamilie bilden auch die Rezeptoren Trimere. Einige der Rezeptoren, wie z. B. der TNF-Rezeptor Typ1 (TNFR1), der TNF-Rezeptor Typ2 (TNFR2) oder der CD40 trimerisieren bereits vor Bindung ihrer Liganden, was von der am N-Terminus des jeweiligen Rezeptors gelegenen, sogenannten preligand assembly domain (PLAD) abhängig ist. Nach Rezeptoraktivierung können verschiedene zytoplasmatische Adaptermoleküle an die intrazellulare Domäne des jeweiligen Rezeptors binden. Dadurch können wiederum jeweils unterschiedliche intrazelluläre Signalkaskaden in Gang gesetzt werden an deren Ende eine entsprechende zelluläre Reaktion steht. Abhängig von verschiedenen Regulationsmechanismen ist es auch möglich, dass ein Rezeptor (wie z. B. der TNFR1) unterschiedliche Signalkaskaden in Gang setzen und somit verschiedene (sogar gegensätzliche) zelluläre Reaktionen hervorrufen kann. Von einigen der Rezeptoren können (durch verschiedene Stimuli) lösliche Formen abgespalten werden, die dann die zugehörigen Liganden neutralisieren können.
Entsprechend der intrazellulären Sequenzen der Rezeptoren lässt sich die TNF-Rezeptor-Superfamilie in drei Gruppen einteilen:
1. Zur ersten Gruppe gehören Rezeptoren mit sogenannten Todesdomänen (death domains) in ihrem intrazellulären Teil. Nach Aktivierung dieser Rezeptoren können sich verschiedene intrazelluläre Adaptermoleküle, die selbst eine Todesdomäne besitzen, an die intrazelluläre Rezeptor-Todesdomäne anlagern.[1] Eine Möglichkeit daraus resultierender Signaltransduktion ist die Aktivierung einer Kaskade verschiedener Caspasen, die schließlich zur Apoptose (programmierter Zelltod) der Zelle führt.[6] Prominente und gut untersuchte Vertreter dieser ersten Gruppe sind der CD95 (Fas) und der TNF-Rezeptor Typ1.
2. Rezeptoren der zweiten Gruppe zeichnen sich durch TNF-Rezeptor-assoziierte Faktor (TRAF)-interagierende Motive (TIMs) in ihrer zytoplasmatischen Domäne aus. Ihre Aktivierung führt zur Anlagerung sogenannter TNF-Rezeptor-assoziierter Faktoren (TRAF) an diese zytoplasmatische TIM-Domäne. Dadurch können wiederum verschiedene Signaltransduktionswege initiiert werden, wie z. B. der NF-κB-Weg, JNK oder p38. Vertreter dieser Rezeptorgruppe sind unter anderem der TNFR2, der Lymphotoxin-β-Rezeptor (LTβR) und herpes virus entry mediator (HVEM).[1]
3. Rezeptoren der dritten Gruppe leiten keine Signale weiter, da sie keine funktionellen intrazellulären Domänen besitzen. Diese Rezeptoren konkurrieren aber mit den signaltransduzierenden Rezeptoren um die Liganden und regulieren so ihre Aktivität.[7] Zu dieser dritten Gruppe gehören z. B. Decoyrezeptor 1 (DcR1), Decoyrezeptor 3 (DcR3) oder Osteoprotegerin (OPG).